# Indasclera jendeki
Indasclera jendeki is een keversoort uit de familie schijnboktorren (Oedemeridae). De wetenschappelijke naam van de soort is voor het eerst geldig gepubliceerd in 2002 door Švihla.